# Кочёвка (деревня)
Кочёвка — деревня в Пышминском городском округе Свердловской области России.

## Географическое положение
Деревня Кочёвка расположена в 3 километрах (по дорогам в 6 километрах) к востоку-юго-востоку от посёлка Пышма, на правом берегу реки Пышмы. В окрестностях деревни расположен ботанический природный памятник — Чернышовский бор.

## Население
| 2002 | 2010 | 2021 |
| ---- | ---- | ---- |
| 69   | ↘39  | ↗46  |